# Cryptopygus clavatus
Cryptopygus clavatus är en urinsektsart som först beskrevs av Schött 1893.  Cryptopygus clavatus ingår i släktet Cryptopygus, och familjen Isotomidae. Arten är reproducerande i Sverige.